# Велика награда Шпаније 2008.
Велика награда Шпаније 2008. године је била трка у светском шампионату Формуле 1 2008. године која се одржала на аутомобилској стази у Барселониу, 27. априла 2008. године.
Победник је био Кими Рејкенен, другопласирани Фелипе Маса, док је трку као трећепласирани завршио Луис Хамилтон.